# Hire-Shellikeri, Bagalkot
Hire-Shellikeri là một làng thuộc tehsil Bagalkot, huyện Bagalkot, bang Karnataka, Ấn Độ.